# Nagelschraube

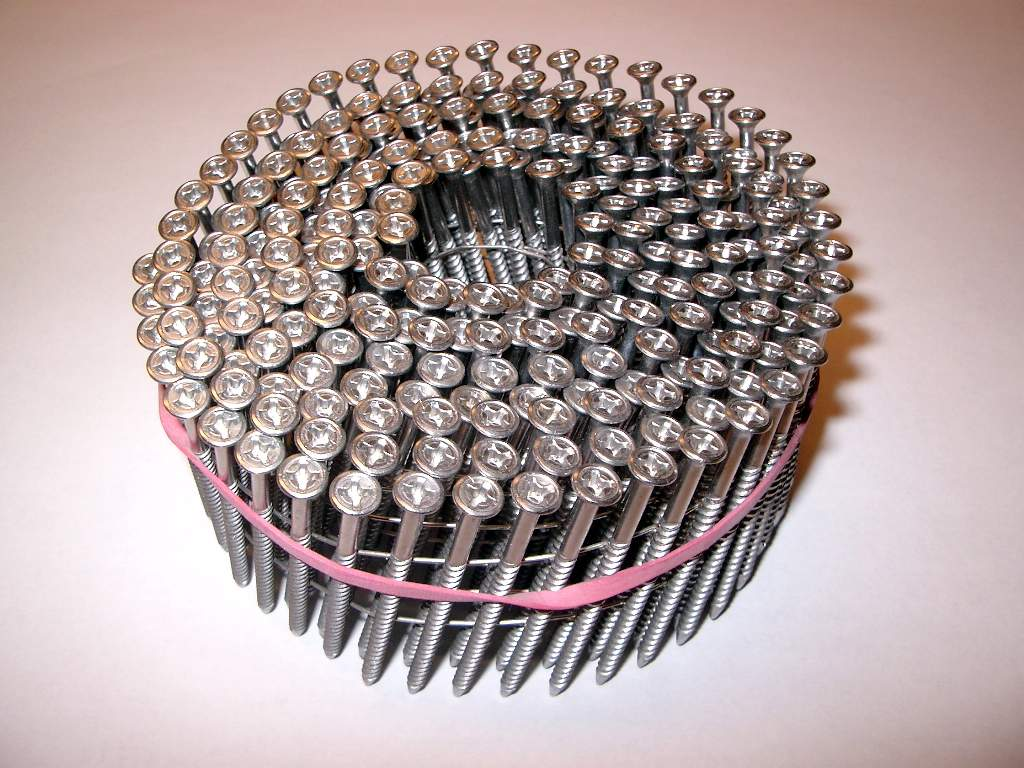
Drahtgebundene Nagelschraube mit Phillips-Recess-Kopf (PH).

Nagelschrauben gehören zu den lösbaren Nagelverbindungen. Sie werden mit Hilfe eines Druckluftnaglers in die zu verbindenden Elemente geschossen und können mit einem Akkuschrauber oder einem Schraubenzieher wieder aus der Verbindung gelöst werden. 

## Funktion
Durch das maschinelle Eintreiben wird das Material gespalten und damit unter Spannung gesetzt. Diese Spannung wirkt dann als Kraft auf den Nagel, so dass zwischen Material und Nagelgewinde Haftreibung besteht. Dadurch erspart man sich die Zeit für das manuelle Schrauben. 
Ein weiterer Vorteil dieser Befestigung ist die zerstörungsfreie Lösbarkeit der Verbindung. Anwendungsgebiete sind beispielsweise Schalungen und Kulissenbau.

## Magazinierungsarten
Um ein automatisiertes Nageln zu ermöglichen, müssen diese zu einem Nagelgurt magaziniert werden:
- leimgebunden
- drahtgebunden
- in einem Plastikband gebunden.

## Antriebsarten
- Square (Vierkant oder Robertson)
- Pozidriv
- Torx
- Phillips-Recess

## Oberflächenbeschichtung
- blank (unbehandelt)
- galvanisch verzinkt
- schwarz chromatiert

## Weitere Unterscheidungen
Die verschiedenen Anwendungen und Materialien der zu verbindenden Bauteile erfordern unterschiedliche Gewindearten. Auch bei den Spitzen gibt es unterschiedliche Ausführungen.

## Materialien
Nagelschrauben sind in Baustahl oder rostfreiem Stahl erhältlich.